# Satyrinae
Satyrinae es una subfamilia de lepidópteros de la familia Nymphalidae. Es el clado más diverso dentro de la familia, y uno de los más importantes de todas las mariposas.

## Diversidad
La subfamilia Satyrinae cuenta con al menos 2484 especies distribuidas en 262 géneros, y representa más del 40 % de todos los ninfálidos. Actualmente se reconocen nueve tribus diferentes, algunas de las cuales eran consideradas anteriormente con rango de subfamilia o incluso familia, como Brassolini, Morphini y Amathusiini. Sin embargo, la mayoría de las especies pertenecen a la tribu Satyrini, con una gran diversidad de especies en las subtribus Pronophilina y Euptychiina.

## Plantas hospederas
Las larvas de la mayor parte de las especies se alimentan en plantas de los órdenes Poales, Arecales o Zingiberales (Monocotiledóneas), pero hay algunos reportes en otros 18 órdenes de plantas angiospermas, e incluso algunas especies se alimentan en el orden Selaginellales (Pteridophyta).

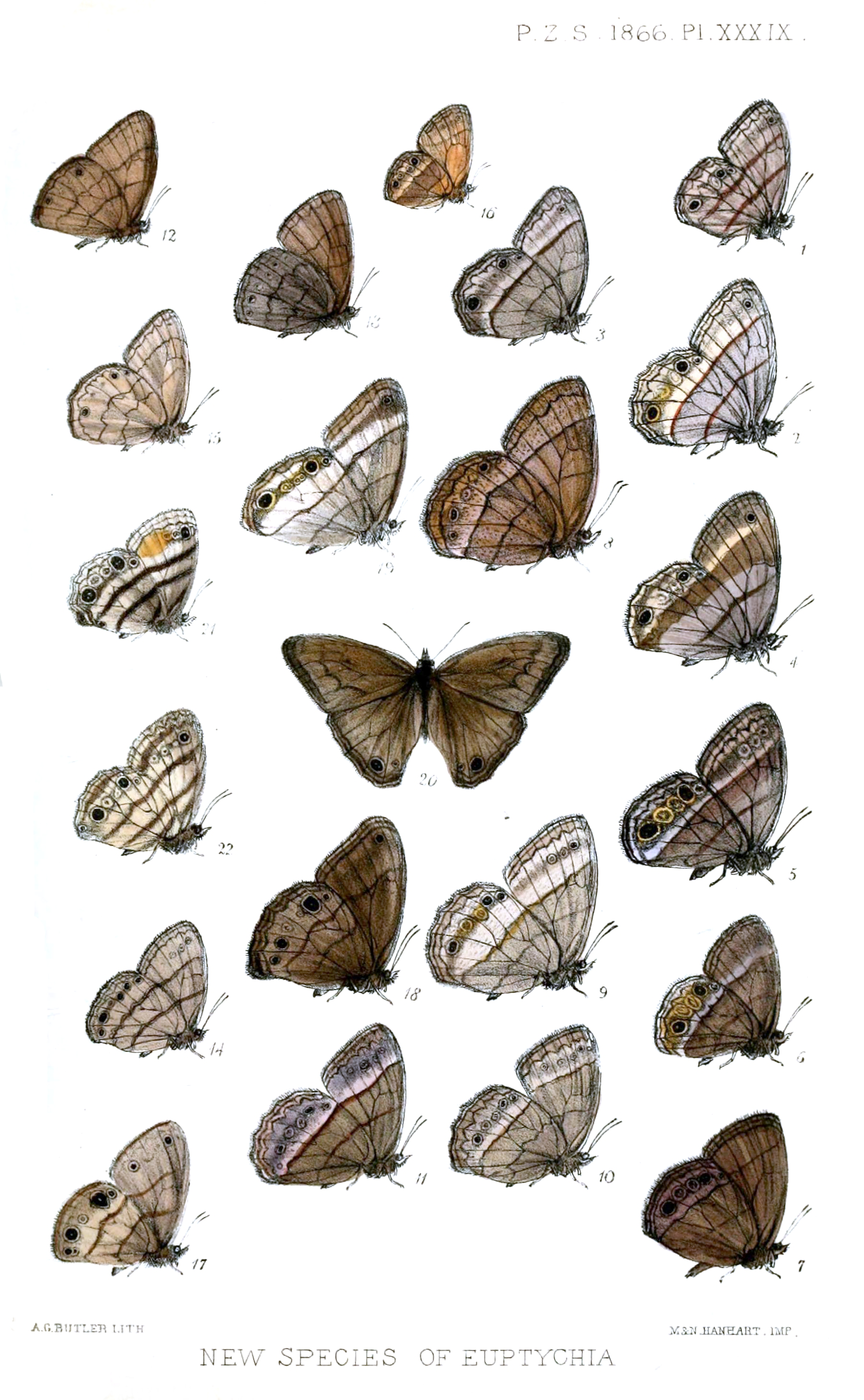
A.G.Butler - Proceedings of the Zoological Society of London (vol. 1866, plate XXXIX, erratum page xvi)